# Heinrich Diedrich Balemann
Heinrich Diedrich Balemann (* 23. Juni 1703 in Lübeck; † 6. April 1768 ebenda) war ein deutscher Jurist und Bürgermeister der Hansestadt Lübeck.

## Leben
Balemann war Sohn des Lübecker Bürgermeisters Heinrich Balemann. Er studierte 1722 bis 1725 Rechtswissenschaften an den Universitäten Gießen und Altdorf. Danach arbeitete er fünf Monate am Reichskammergericht in Wetzlar und promovierte 1727 an der Universität Utrecht zum Dr. beider Rechte. Nach einer Reise durch England und Frankreich wurde er 1728 Ratssekretär in Lübeck und 1738 Protonotar. Mit dem Tod seines Vaters wurde er 1750 in den Rat der Stadt erwählt und 1761 zum Bürgermeister der Stadt bestimmt.
Er war verheiratet mit einer Tochter des Weinhändlers Johann Georg Tesdorpf.
Sein hölzernes Epitaph in der Lübecker Marienkirche wurde 1942 beim Brand der Kirche zerstört.